# Marco Rose
Marco Rose (Leipzig, Alemania del Este; 11 de septiembre de 1976) es un entrenador de fútbol y exfutbolista alemán. Actualmente está sin club.

## Carrera como entrenador
Comenzó su carrera como entrenador en las categorías inferiores del Maguncia 05 en 2009, aunque su debut como técnico profesional se produjo de la mano del Lokomotive Leipzig en 2012. Su siguiente destino fue en el extranjero, concretamente en el Red Bull Salzburgo de Austria, donde ganó dos Bundesligas y una Copa en 2 años (2017-2019).
El 10 de abril de 2019, el Borussia Mönchengladbach anunció su contratación para la próxima temporada, siendo su regreso al fútbol alemán. Bajo su dirección, el equipo alemán terminó la Bundesliga en 4ª posición, clasificándose para la Liga de Campeones.
El 15 de febrero de 2021, el Borussia Mönchengladbach confirmó que Rose dejaría el club al término de la temporada para incorporarse al Borussia Dortmund. Llevó al equipo renano al subcampeonato de la Bundesliga, aunque también fue eliminado en la fase de grupos de la Liga de Campeones. El 20 de mayo de 2022, el club anunció su marcha "de mutuo acuerdo" con el técnico.
El 8 de septiembre de 2022, fue contratado por el RB Leipzig en sustitución de Domenico Tedesco.Llevó al equipo a la 3ª posición en la Bundesliga; y el 3 de junio de 2023, ganó su primer título con el club, tras una victoria por 2-0 sobre el Eintracht Frankfurt en la final de la Copa de Alemania.Unos meses más tarde, levantó la Supercopa después de vencer al Bayern de Múnich por 3-0. En junio de 2024, extendió su contrato hasta el final de la temporada 2025-26. Sin embargo, acabó siendo destituido el 30 de marzo de 2025.

## Clubes

### Como jugador[12]
| Club           | País     | Año         |
| -------------- | -------- | ----------- |
| VfB Leipzig    | Alemania | 1995 - 2000 |
| Hannover 96    | Alemania | 2000 - 2002 |
| Maguncia 05 II | Alemania | 2002 - 2010 |
| Maguncia 05    | Alemania | 2002 - 2010 |

### Como entrenador
| Club                           | País     | Año       |
| ------------------------------ | -------- | --------- |
| Maguncia 05 (Asistente)        | Alemania | 2009      |
| Maguncia 05 II (Asistente)     | Alemania | 2010-2012 |
| Lokomotive Leipzig             | Alemania | 2012-2013 |
| Red Bull Salzburgo (Juveniles) | Austria  | 2013-2017 |
| Red Bull Salzburgo             | Austria  | 2017-2019 |
| Borussia Mönchengladbach       | Alemania | 2019-2021 |
| Borussia Dortmund              | Alemania | 2021-2022 |
| RB Leipzig                     | Alemania | 2022-2025 |

## Estadísticas como entrenador
| Equipo                              | Div.                | Temporada           | Liga  | Liga | Liga | Liga | Liga |       | Copa | Copa | Copa | Copa  |    | Internacional | Internacional | Internacional | Internacional | Internacional |   | Otros | Otros | Otros | Otros |    | Totales     | Totales | Totales | Totales | Totales | Totales | Totales | Totales |
| Equipo                              | Div.                | Temporada           | Part. | G    | E    | P    | Pos. | Part. | G    | E    | P    | Part. | G  | E             | P             | Pos.          | Part.         | G             | E | P     | Part. | G     | E     | P  | Rendimiento | GF      | GC      | Dif.    |         |         |         |         |
| ----------------------------------- | ------------------- | ------------------- | ----- | ---- | ---- | ---- | ---- | ----- | ---- | ---- | ---- | ----- | -- | ------------- | ------------- | ------------- | ------------- | ------------- | - | ----- | ----- | ----- | ----- | -- | ----------- | ------- | ------- | ------- | ------- | ------- | ------- | ------- |
| Lokomotive Leipzig · Alemania       | 4.ª                 | 2012-13             | 30    | 9    | 9    | 12   | 10.º | -     | -    | -    | -    | -     | -  | -             | -             | -             | -             | -             | - | -     | 30    | 9     | 9     | 12 | 40%         | 35      | 39      | -4      |         |         |         |         |
| Lokomotive Leipzig · Alemania       | Total               | Total               | 30    | 9    | 9    | 12   | -    | -     | -    | -    | -    | -     | -  | -             | -             | -             | -             | -             | - | -     | 30    | 9     | 9     | 12 | 40%         | 35      | 39      | -4      |         |         |         |         |
| Red Bull Salzburgo · Austria        | 1.ª                 | 2017-18             | 36    | 25   | 8    | 3    | 1.º  | 6     | 4    | 1    | 1    | 20    | 11 | 7             | 2             | 1/2           | -             | -             | - | -     | 62    | 40    | 16    | 6  | 73.12%      | 136     | 46      | +90     |         |         |         |         |
| Red Bull Salzburgo · Austria        | 1.ª                 | 2018-19             | 32    | 25   | 5    | 2    | 1.º  | 6     | 6    | 0    | 0    | 14    | 10 | 2             | 2             | 1/8           | -             | -             | - | -     | 52    | 41    | 7     | 4  | 83.34%      | 133     | 42      | +91     |         |         |         |         |
| Red Bull Salzburgo · Austria        | Total               | Total               | 68    | 50   | 13   | 5    | -    | 12    | 10   | 1    | 1    | 34    | 21 | 9             | 4             | -             | -             | -             | - | -     | 114   | 81    | 23    | 10 | 77.78%      | 269     | 88      | +181    |         |         |         |         |
| Borussia Mönchengladbach · Alemania | 1.ª                 | 2019-20             | 34    | 20   | 5    | 9    | 4.º  | 2     | 1    | 0    | 1    | 6     | 2  | 2             | 2             | FG            | -             | -             | - | -     | 42    | 23    | 7     | 12 | 60.32%      | 74      | 51      | +23     |         |         |         |         |
| Borussia Mönchengladbach · Alemania | 1.ª                 | 2020-21             | 34    | 13   | 10   | 11   | 8.º  | 4     | 3    | 0    | 1    | 8     | 2  | 2             | 4             | 1/8           | -             | -             | - | -     | 46    | 18    | 12    | 16 | 47.83%      | 95      | 71      | +24     |         |         |         |         |
| Borussia Mönchengladbach · Alemania | Total               | Total               | 68    | 33   | 15   | 20   | -    | 6     | 4    | 0    | 2    | 14    | 4  | 4             | 6             | -             | -             | -             | - | -     | 88    | 41    | 19    | 28 | 53.79%      | 169     | 122     | +47     |         |         |         |         |
| Borussia Dortmund · Alemania        | 1.ª                 | 2021-22             | 34    | 22   | 3    | 9    | 2.º  | 3     | 2    | 0    | 1    | 8     | 3  | 1             | 4             | 1/16          | 1             | 0             | 0 | 1     | 46    | 27    | 4     | 15 | 61.6%       | 106     | 74      | +32     |         |         |         |         |
| Borussia Dortmund · Alemania        | Total               | Total               | 34    | 22   | 3    | 9    | -    | 3     | 2    | 0    | 1    | 8     | 3  | 1             | 4             | -             | 1             | 0             | 0 | 1     | 46    | 27    | 4     | 15 | 61.6%       | 106     | 74      | +32     |         |         |         |         |
| RB Leipzig · Alemania               | 1.ª                 | 2022-23             | 29    | 19   | 4    | 6    | 3.º  | 5     | 5    | 0    | 0    | 7     | 4  | 1             | 2             | 1/8           | -             | -             | - | -     | 41    | 28    | 5     | 8  | 72.36%      | 87      | 47      | +40     |         |         |         |         |
| RB Leipzig · Alemania               | 1.ª                 | 2023-24             | 34    | 19   | 8    | 7    | 4.º  | 2     | 1    | 0    | 1    | 8     | 4  | 1             | 3             | 1/8           | 1             | 1             | 0 | 0     | 45    | 25    | 9     | 11 | 62.23%      | 97      | 54      | +43     |         |         |         |         |
| RB Leipzig · Alemania               | 1.ª                 | 2024-25             | 27    | 11   | 9    | 7    | Inc. | 4     | 4    | 0    | 0    | 8     | 1  | 0             | 7             | FG            | -             | -             | - | -     | 39    | 16    | 9     | 14 | 48.72%      | 61      | 52      | +9      |         |         |         |         |
| RB Leipzig · Alemania               | Total               | Total               | 90    | 49   | 21   | 20   | -    | 11    | 10   | 0    | 1    | 23    | 9  | 2             | 12            | -             | 1             | 1             | 0 | 0     | 125   | 69    | 23    | 33 | 61.33%      | 245     | 153     | +92     |         |         |         |         |
| Total en su carrera                 | Total en su carrera | Total en su carrera | 290   | 163  | 61   | 66   | -    | 32    | 26   | 1    | 5    | 79    | 37 | 16            | 26            | -             | 2             | 1             | 0 | 1     | 403   | 227   | 78    | 98 | 62.78%      | 824     | 476     | +348    |         |         |         |         |
| 1. 2. 3.                            |                     |                     |       |      |      |      |      |       |      |      |      |       |    |               |               |               |               |               |   |       |       |       |       |    |             |         |         |         |         |         |         |         |

### Resumen por competiciones
| Competición                  | Partidos | Ganados | Empatados | Perdidos | %      | Resultado        |
| ---------------------------- | -------- | ------- | --------- | -------- | ------ | ---------------- |
| Regionalliga                 | 30       | 9       | 9         | 12       | 40%    | 10.º lugar       |
| Admiral Bundesliga           | 68       | 50      | 13        | 5        | 79.9%  | Campeón          |
| Copa de Austria              | 12       | 10      | 1         | 1        | 86.11% | Campeón          |
| Bundesliga                   | 192      | 104     | 39        | 49       | 60.94% | Subcampeón       |
| Copa de Alemania             | 20       | 16      | 0         | 4        | 80%    | Campeón          |
| Supercopa de Alemania        | 2        | 1       | 0         | 1        | 50%    | Campeón          |
| Liga de Campeones de la UEFA | 45       | 18      | 8         | 19       | 45.93% | Octavos de final |
| Liga Europea de la UEFA      | 34       | 19      | 8         | 7        | 63.72% | Semifinales      |
| TOTAL                        | 403      | 227     | 78        | 98       | 62.78% | 5 Títulos        |

## Palmarés

### Como jugador

#### Títulos nacionales
| Título        | Club        | País     | Año     |
| ------------- | ----------- | -------- | ------- |
| 2. Bundesliga | Hannover 96 | Alemania | 2001-02 |

### Como entrenador

#### Títulos nacionales[13][14]
| Título                | Club               | País     | Año     |
| --------------------- | ------------------ | -------- | ------- |
| Bundesliga            | Red Bull Salzburgo | Austria  | 2017-18 |
| Bundesliga            | Red Bull Salzburgo | Austria  | 2018-19 |
| Copa de Austria       | Red Bull Salzburgo | Austria  | 2018-19 |
| Copa de Alemania      | RB Leipzig         | Alemania | 2022-23 |
| Supercopa de Alemania | RB Leipzig         | Alemania | 2023    |